# Movimiento para la Liberación Nacional de Kampuchea
El Movimiento para la Liberación Nacional de Kamputchea, (en francés: Mouvement pour la Liberation Nationale lleva Kampuchea; en inglés: Movement for the National Liberation of Kampuchea); más conocido por sus iniciales en francés, MOULINAKA, fue una organización militar camboyana favorable al príncipe Norodom Sihanouk, formada por una banda armada en agosto de 1979 en la frontera entre Tailandia y Camboya.

## Historia
El MOULINAKA fue formado el 31 de agosto de 1979 por Kong Sileah, un capitán de la armada durante el periodo de la República Jemer que había estado en Francia, después de rehusar la oferta del general Dien Del de unirse a otros señores de la guerra situados a la frontera para formar el Frente de Liberación Nacional del Pueblo Jemer (FANPK). Sileah buscaba una organización unida, en ninguna parte de un frente, así como una estructura de mando unificada. Se trata del primer grupo resistente al declarar su lealtad al príncipe Norodom Sihanouk, convirtiéndose más tarde en el brazo armado del partido del Funcinpec. MOULINAKA recibió buena parte de su apoyo financiero de parte de la comunidad camboyana exiliada en Francia, mientras que su base de operaciones se situó en los campos de refugiados situados en la frontera con Tailandia, principalmente el de Nong Chan, cerca de Aranyaprathet.  El MOULINAKA fue el precedente de la más reconocida organización paraguas conocida cómo ANS o Ejército Nacional de Sihanouk.
Sileah murió, a los 45 años, el 16 de agosto de 1980, aparentemente de malaria, haciéndose con el control de la organización el coronel paracaidista Nhem Sophon. El general In Tam, posteriormente, se hizo cargo de las operaciones militares del ANS. En 1985 fue sucedido por el hijo de Sihanouk, Norodom Ranariddh.
En 1992 una escisión del partido Funcinpec, promovida por Prum Neakaareach, formó el MOULINAKA Nakator-Sou (Partido Combatiente por la Libertad Jemer). El partido participó en las elecciones de 1993, consiguiendo un escaño en la Provincia de Kompung Cham, pero sufrió un debacle electoral en 1998 como consecuencia de las disputas internas. El MOULINAKA también se unió al Partido Popular de Camboya de Hun Sen después de las elecciones de 1993, dando la espalda al Funcinpec, con quién había luchado conjuntamente contra el régimen pro-vietnamita de la República Popular de Kampuchea, y a quién debían una posición en el gobierno. Se disolvió tras las elecciones de 2003.

## Resultados electorales
| Año  | Total de escaños | Total de votos | Porcentaje | Resultado de la elección | Resultado de la elección    |
| ---- | ---------------- | -------------- | ---------- | ------------------------ | --------------------------- |
| 1993 | 1/120            | 55.107         | 1.37%      | 1 escaño                 | Socio menor en la coalición |
| 1998 | 0/122            | 8.395          | 0.21%      | 1 escaño                 | No representado             |
| 2003 | 0/123            | 6.808          | 0.13%      |                          | No representado             |